# Dendroblax earlii
Dendroblax earlii es una especie de coleóptero de la familia Lucanidae, la única del género Dendroblax.

## Distribución geográfica
Habita en Nueva Zelanda.